# Тилсонбург (Онтарио)
Тилсонбург (енгл. Tillsonburg) је градић у Канади у покрајини Онтарио. Према резултатима пописа 2011. у граду је живело 15.301 становника.

## Становништво
Према резултатима пописа становништва из 2011. у граду је живело 15.301 становника, што је за 3,2% више у односу на попис из 2006. када је регистровано 14.822 житеља.
| 2006.  | 2011.  |
| ------ | ------ |
| 14.822 | 15.301 |